# Janusz Chwierut

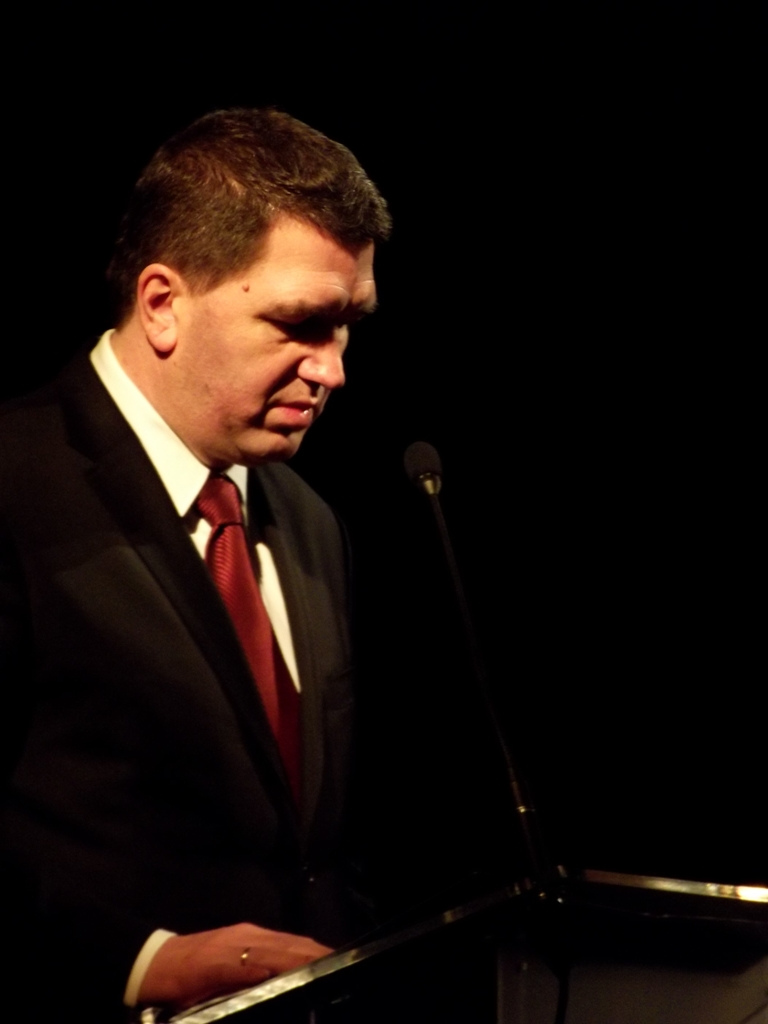
Janusz Chwierut (2012)

Janusz Chwierut (* 21. August 1965 in Kęty) ist ein polnischer Politiker (PO). Er war von 2005 bis 2011 Abgeordneter des Sejm in der V. und VI. Wahlperiode und ist seit 2011 Stadtpräsident von Oświęcim.

## Leben und Beruf
Chwierut studierte an der Wirtschaftsuniversität Krakau Wirtschaftswissenschaften und absolvierte sein Studium mit einem Magisterabschluss. Nach seinem Studium arbeitete er in mehreren Unternehmen in Oświęcim.  Zudem war er lokal als Präsident des Sortvereins Unia Oświęcim tätig.
Chwierut ist verheiratet und hat zwei Töchter.

## Politik
Chwierut war von 1994 bis 2002 für die Unia Wolności (UW) Mitglied des Stadtrates von Oświęcim. Von 1994 bis 2001 war er örtlicher Vorsitzender der UW. Bei den Selbstverwaltungswahlen 2002 bewarb er sich für die Platforma Obywatelska (PO) erstmals um das Amt des Stadtpräsident en von Oświęcim, belegte mit 5,8 % der Stimmen aber lediglich den fünften Platz unter zwölf Kandidaten. Von 2002 bis 2005 gehörte er für die PO dem Rat des Powiat Oświęcimski an.
Bei der Parlamentswahl 1997 kandidierte Chwierut erfolglos für die UW. Von 2005 bis 2011 war Chwierut Abgeordneter der PO im Sejm. Er wurde 2005 mit 5.272 Stimmen aus dem Wahlkreis 12 Chrzanów gewählt und 2007 wiedergewählt. Im Jahr 2010 kandidierte Chwierut für das Amt des Stadtpräsidenten von Oświęcim, unterlag aber in der Stichwahl mit 49,6 % der Stimmen Jacek Grosser. Da dieser das Amt aus gesundheitlichen Gründen nicht ausüben konnte, wurde Chwierut im Juli 2011 zum kommissarischen Stadtpräsidenten ernannt. Erst 2014, gegen Ende der Amtszeit, übernahm Grosser wieder das Amt. Im Jahr 2014 wurde Chwierut im ersten Wahlgang mit 59,1 % der Stimmen zum Stadtpräsidenten gewählt. Auch bei den Selbstverwaltungswahlen 2018 (mit 69,0 %) und 2024 (mit 54,6 %) wurde er jeweils wiedergewählt.